# Night Shift : Patrouille de nuit
Pour les articles homonymes, voir Night Shift.
Pour plus de détails, voir Fiche technique et Distribution.
Night Shift : Patrouille de nuit (Crown Vic) est un film policier américain écrit et réalisé par Joel Souza, sorti en 2019.

## Synopsis
Jeune policier fraîchement arrivé dans la police de Los Angeles, futur père de famille, Nick Holland doit faire équipe avec un vétéran chevronné et expérimenté, Ray Mandel, pour sa première patrouille de nuit. Alors que Nick est une recrue terre-à-terre et respectueux de la loi à faire respecter, il comprend très vite que son partenaire est un flic pessimiste, meurtri par son divorce, au point de l'enfreindre pour recourir à la violence envers les criminels. Tout au long d'une nuit intense et interminable, Mandel initie Holland à la brutalité de leur travail en recherchant ensemble une petite fille kidnappée par des trafiquants de drogue ou en traquant deux braqueurs de banques qui ont tué des policiers lors de leur fuite. Petit à petit, témoin de la dureté de Mandel, Holland perd confiance en lui et remet en question sa place en tant que jeune patrouilleur.

## Fiche technique
Sauf indication contraire, les informations mentionnées dans cette section peuvent être confirmées par la base de données cinématographiques Allociné,  présente dans la section « Liens externes ».
- Titre original : Crown Vic
- Titre français : Night Shift : Patrouille de nuit
- Réalisation et scénario : Joel Souza
- Musique : Jeffery Alan Jones
- Photographie : Thomas Scott Stanton
- Montage : David Andalman
- Production : Joel Souza, Alec Baldwin, Gregg Bello, Anjul Nigam et Maxx Tsai
- Sociétés de production : Brittany House Pictures et BondIt Media Capital
- Sociétés de distribution : Film & TV House, GEM Entertainment et Screen Media Films
- Pays de production :  États-Unis
- Langue originale : anglais
- Genres : policier, thriller, action, drame
- Durée : 110 minutes
- Date de sortie : 
  - États-Unis : 
    - 26 avril 2019 (Festival du film de Tribeca)
    - 8 novembre 2019 (sortie nationale)

  - France : 18 mars 2021 (DVD)

## Distribution
- Thomas Jane (VF : Philippe Mijon) : Ray Mandel
- Luke Kleintank (VF : Julien Chettle) : Nick Holland
- David Krumholtz (VF : Olivier Valiente) : Stroke Adams
- Bridget Moynahan : Tracy Peters
- Scottie Thompson : Claire
- Josh Hopkins (VF : Michaël Cermeno) : Jack VanZandt
- Devon Werkheiser : Floyd Stiles
- Emma Ishta : Ally

## Commentaire
Le titre original, Crown Vic, fait référence à la Ford Crown Victoria Police Interceptor, voiture emblématique des forces de l'ordre américaines.